# Frank Visti
 Der er for få eller ingen kildehenvisninger i denne artikel, hvilket er et problem. Du kan hjælpe ved at angive troværdige kilder til de påstande, som fremføres i artiklen.

Frank Visti Petersen (født 3. januar 1939 i Gentofte) er en dansk tenorsanger.
Petersen er oprindeligt uddannet lærer, men debuterede i 1960'erne som tenorsanger og medvirkede bl.a. i My Fair Lady på Det Ny Scala og i Århushallen. 
I 1983 medvirkede han i filmen Forræderne. 